# Пахалгам

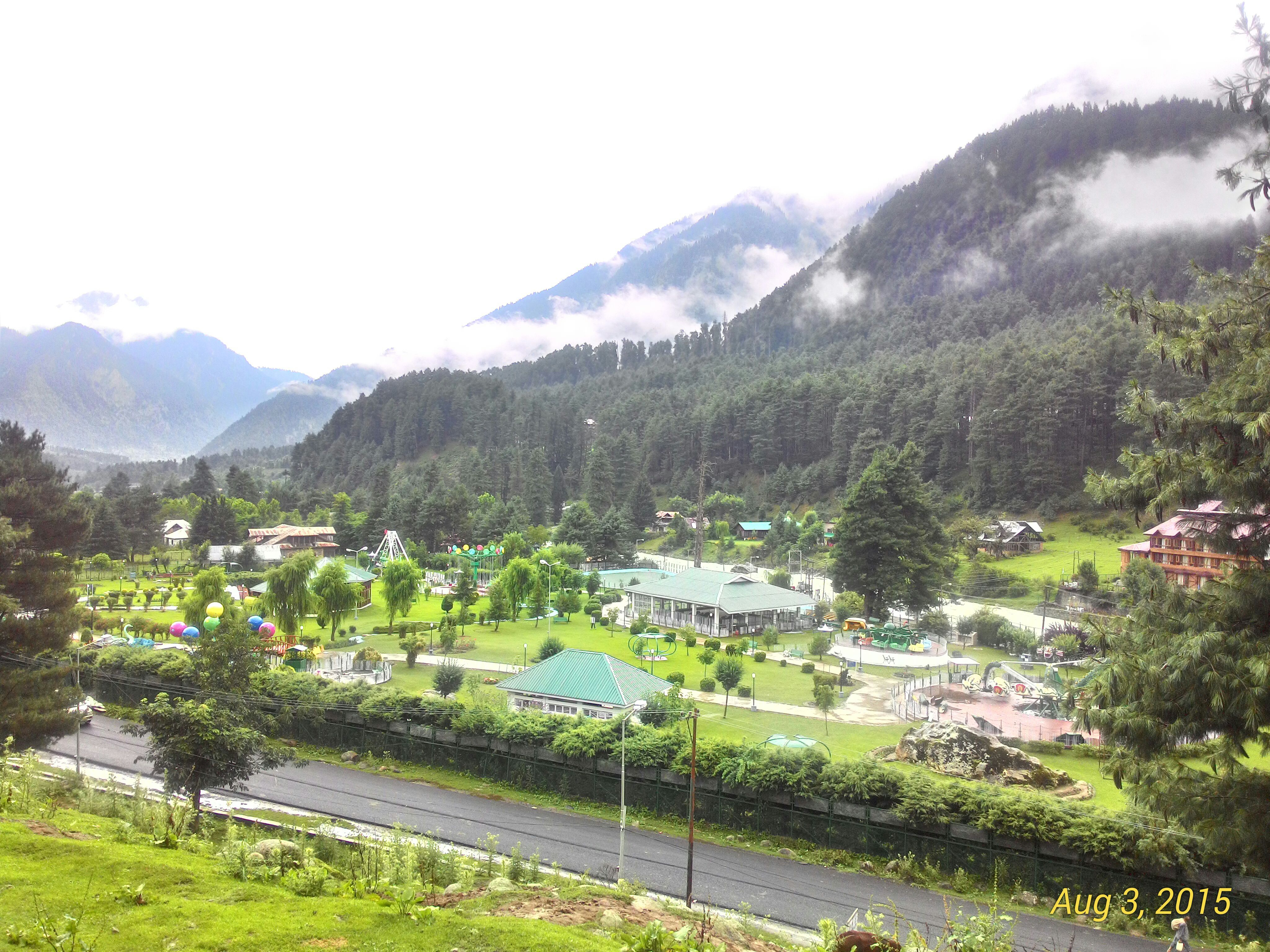
Один из живописных уголков города

Пахалгам (Урду: پہلگام, Хинди: पहलगाम) — город и техсил в округе Анантнаг, Джамму и Кашмир, Индия.

## География
Пахалгам расположен: 34°00′49″ с. ш. 75°18′59″ в. д.. На высоте 2740 метров над уровнем моря.

## Демография
По переписи Индии 2001 года, Пахалгам населяют 5922 человек. Мужчины составляют 56 % и женщины 44 % населения. Уровень грамотности 35 %, меньше, чем по стране: 59,5 %; грамотных мужчин 49 %, и женщин 17 %. В Пахалгаме, 14 % населения моложе 6 лет.

## Туристические места
Город Пахалгам («деревня пастухов») имеет прекрасные виды. В городе несколько отелей, а в горах проложены пешеходные маршруты. Можно отправиться в Леддерват, ледник Колохой или в Сонмарг. Зимой можно кататься на горных лыжах (с декабря по февраль-март).
Пахалгам также стоит на пути в Амарнатх, святую пещеру индуистов.

## Ледник Колахой
Ледник Колахой, спускается в долину Лиддер с горы Колохой, и за последнее время он несколько подтаял. Исследование Джавахарского института альпинизма показало, что ледник уменьшился в два раза с 1985 года. Из-за таяния ледник разрезали глубокие трещины, и на него стало опасно подниматься. С обеих сторон ледника слышно, как трескается лёд, что говорит о его скором падении. С правой стороны на ледник можно взойти относительно безопасно, по дороге мало валунов, можно встретить пасущихся коз или коней, местные жители могут предложить туристам сыр и кашмирский чай. Ледник сложен для восхождения, но с него открываются красивые виды.

## Живая природа
Дикие медведи бродят по-прежнему в большей части района и местные жители привыкли их отгонять. Из-за постоянной угрозы незаконного пересечения границы индийская армия всегда патрулирует район и находится в высокой боевой готовности. Обезьяны также живут в районе, и  стараются не попадаться на глаза людям, но по-возможности стащат еду из лагеря туристов.
Весной в горах расцветают многочисленные цветы.

## Галерея

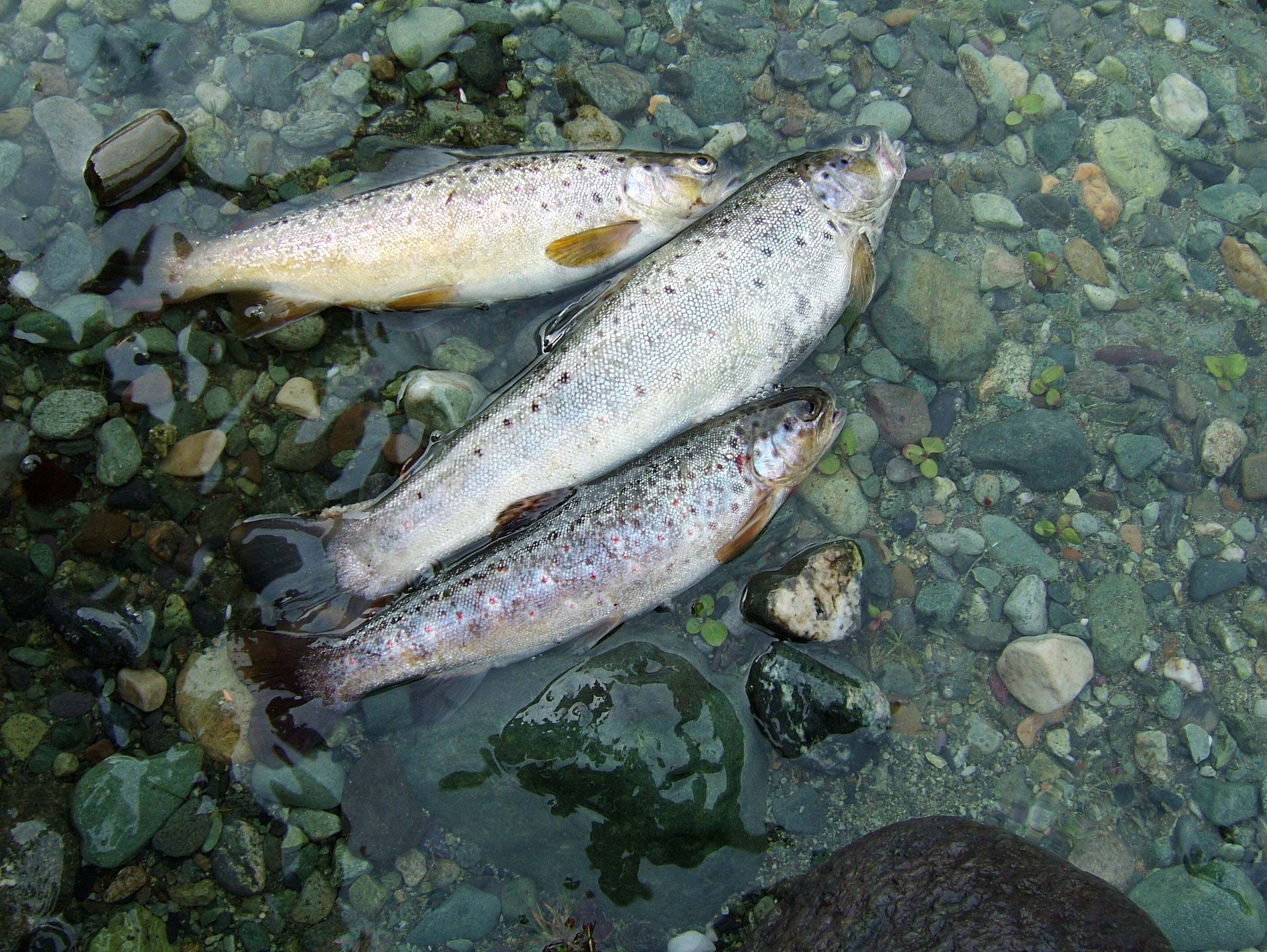
Свежевыловленная форель из Пахалгама
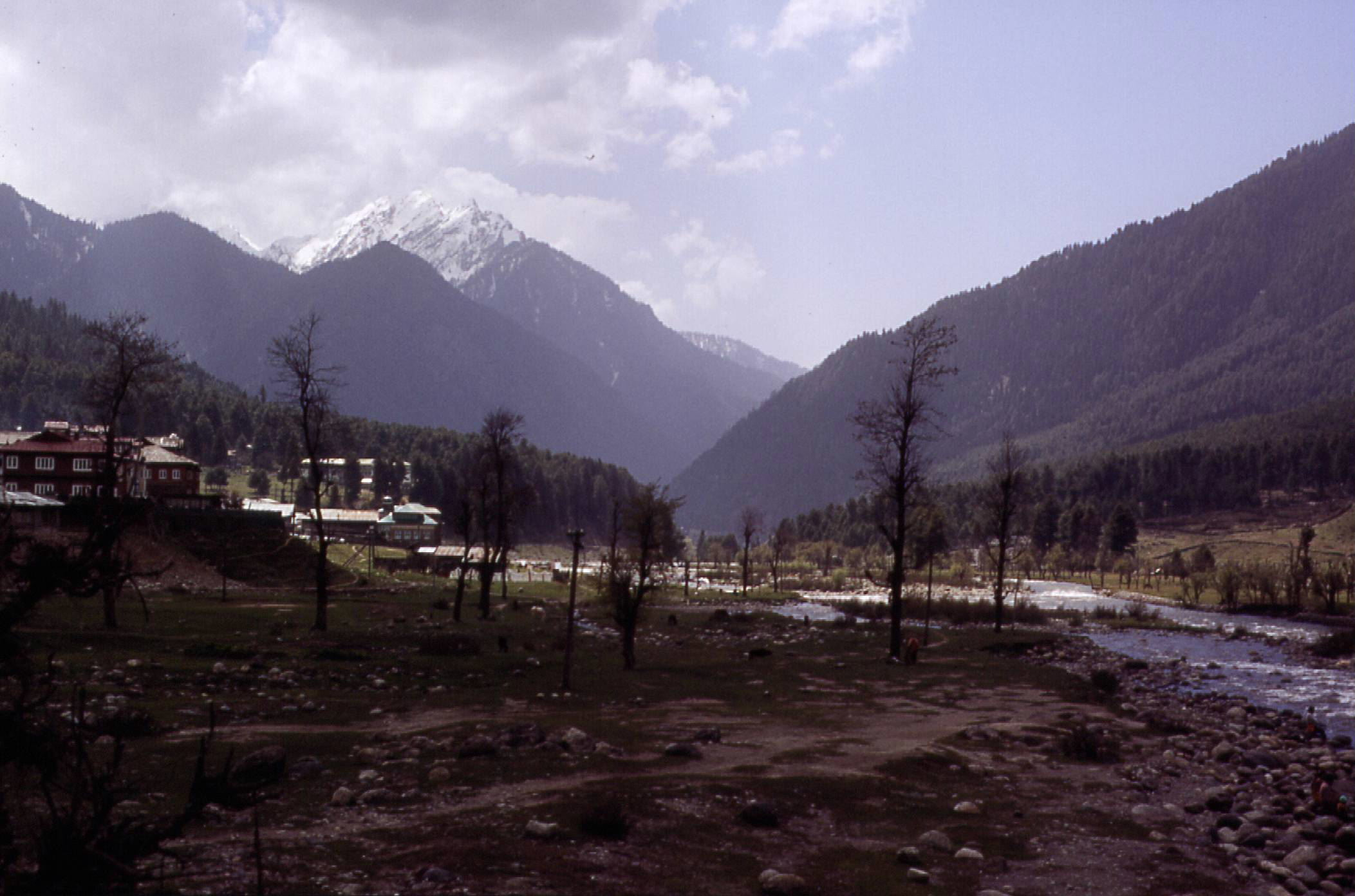
Пахалгамская долина (1985)